# Ich tu dir weh
Ich tu dir weh è un singolo del gruppo musicale tedesco Rammstein, pubblicato il 9 febbraio 2010 come secondo estratto dal sesto album in studio Liebe ist für alle da.

## Descrizione
Il controverso testo descrive il piacere che un dominatore ha sull'oggetto della sua dominazione, vengono enunciate diverse pratiche, esaltando il piacere fisico che si ottiene nell'infliggere dolore e nel subirne.

## Video musicale
Il video è stato diffuso tramite il sito web visit-x.com il 21 dicembre 2009 e mostra il gruppo durante un'esibizione sul palco utilizzato per il tour 2009-2010 con tanti effetti psichedelici e giochi pirotecnici. La luce presente nella bocca di Till Lindemann è un cavo fatto passare attraverso un foro nella sua guancia, agganciato ad una lampadina fissata al palato.
Il video ha vinto l'Echo Award del 2011 come "miglior video nazionale".

## Tracce
CD singolo, download digitale
1. Ich tu dir weh (Radio Edit) – 3:58
2. Pussy ("Lick It" Remix by Scooter) – 4:55
3. Rammlied ("Rammin' the Steins" Remix by Devin Townsend) – 5:08
4. Ich tu dir weh ("Smallboy" Remix by Jochen Schmalbach) – 6:41
5. Ich tu dir weh (Remix by F*kkk Offf) – 6:07 – assente nell'edizione CD

7"
1. Ich tu dir weh (Radio Edit) – 3:58

12"
- Lato A

1. Ich tu dir weh (Radio Edit) – 3:58

- Lato B

1. Ich tu dir weh (Remix by F*kkk Offf) – 6:07

## Formazione
Gruppo
- Till Lindemann – voce
- Richard Z. Kruspe – chitarra
- Paul Landers – chitarra
- Oliver Riedel – basso
- Doktor Christian Lorenz – tastiera
- Christoph Doom Schneider – batteria

Produzione
- Jacob Hellner – produzione
- Rammstein – produzione
- Ulf Kruckenberg – ingegneria del suono
- Florian Ammon – ingegneria del suono
- Stefan Glaumann – missaggio
- Tom van Heesch – assistenza tecnica
- Erik Broheden – mastering
- Henrik Jonsson – mastering
- Michael Scully – assistenza alla registrazione
- Scott Church – assistenza alla registrazione
- Nico Essig – assistenza tecnica agli Henson Studio B